# Ejido Suchiate
Ejido Suchiate är en ort i Mexiko.   Den ligger i kommunen Suchiate och delstaten Chiapas, i den sydöstra delen av landet, 900 km sydost om huvudstaden Mexico City. Ejido Suchiate ligger 29 meter över havet och antalet invånare är 374.
Terrängen runt Ejido Suchiate är platt. Runt Ejido Suchiate är det ganska tätbefolkat, med 144 invånare per kvadratkilometer. Närmaste större samhälle är Brisas Barra de Suchiate, 19,2 km söder om Ejido Suchiate. Omgivningarna runt Ejido Suchiate är en mosaik av jordbruksmark och naturlig växtlighet.